# Cantherius
Een cantherius was een dakbalk in het dak van klassieke Grieks of Romeinse tempel.
Het Latijnse woord cantherius is overgenomen van het Oudgriekse κανθἠλιος (kanthèlios), wat pakezel betekent.
De cantherii liepen van de voet tot de nok van het dak. Volgens Vitruvius waren de mutuli de in steen vertaalde uiteinden van de cantherii, uit de tijd dat de tempels nog voor het grootste deel van hout werden gemaakt.
Op de cantherii lagen gordingen, (templa) en daarover daksparren (asseres). Volgens Vitruvius lag de oorsprong van de Ionische tandlijst in de uiteinden van de daksparren. Op de asseres lagen ten slotte de daktegels.